# Tersilochus asper
Tersilochus asper là một loài tò vò trong họ Ichneumonidae.